# Conomiogypsinoides
Conomiogypsinoides es un género de foraminífero bentónico considerado un sinónimo posterior de Miogypsinoides de la familia Miogypsinidae, de la superfamilia Rotalioidea, del suborden Rotaliina y del orden Rotaliida. Su especie tipo era Miogypsina abunensis. Su rango cronoestratigráfico abarcaba el Langhiense (Mioceno medio).

## Clasificación
Conomiogypsinoides incluía a la siguiente especie:
- Conomiogypsinoides abunensis †